# Istenszülő elszenderedése templom (Zalatna)
Az Istenszülő elszenderedése templom műemlék Romániában, Fehér megyében, Zalatnán. A romániai műemlékek jegyzékében az AB-II-m-A-00400 sorszámon szerepel.